# Kalle Brink
Kalle Brink, född 12 augusti 1975, är en svensk golfspelare som för närvarande spelar i Challenge Tour, men har också spelat i European Tour.
Brink föddes i Helsingborg, Sverige. Han blev professionell golfare 1994.
Brink har vunnit Challenge Tour tre gånger; en 1997 på BTC Slovenian Open, en 1999 på Ohrlings Swedish Matchplay, och en 2006 på Lexus Open.
Brinks syster, Maria, spelar för närvarande Ladies European Tour.

## Amatörvinster
- 1993 European Boys Championship

## Professionella vinster (4)

### Challenge Tour vinster (3)
- 1997 BTC Slovenian Open
- 1999 Öhrlings Swedish Matchplay
- 2006 Lexus Open

### Andra vinster (1)
- 1999 Swedish Open